# Chiesa di Santa Maria Maddalena (Dossobuono)
La chiesa di Santa Maria Maddalena è la parrocchiale di Dossobuono, frazione di Villafranca di Verona, in provincia e diocesi di Verona.

## Storia
Si sa che nel 1311 fu costruita a Dossobuono una chiesa, che dipendeva dalla pieve di Villafranca. Nel 1573 l'edificio fu ampliato e divenne parrocchiale nel 1585. Nel 1774 venne edificata la sacrestia e, nel 1834, si inaugurò la torre campanaria. Nella seconda metà del XIX secolo vennero ricostruiti sia la chiesa che il campanile. 
L'attuale parrocchiale venne edificata tra il 1941 ed il 1943 e consacrata nel 1945. Nello stesso periodo furono eseguiti gli affreschi del pittore Gaetano Miolato.